# 자오창펑

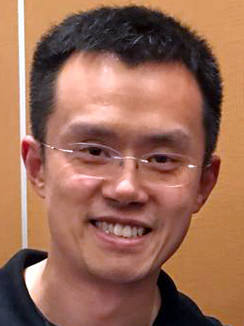

자오창펑(중국어: 趙長鵬, 병음: zhào cháng péng, 한자음: 조장붕, 1977년 ~)은 캐나다 국적의 세계 최대의 암호화폐 거래소인 바이낸스의 대표이사(CEO) 겸 바이낸스코인(Binance Coin)의 창시자이다. 영어 이름의 이니셜을 따서 CZ라고도 부른다. 2014년 상하이에 있는 집을 팔아 비트코인에 투자했고, 2017년 중국 홍콩에 바이낸스를 설립하여 암호화폐 거래소로 성장시켰다. 2018년 중국 후룬연구원(胡潤研究院)이 선정한 중국 블록체인 업계 부자 3위에 선정되었다. 포브스 지 선정 전 세계 암호화폐 부자 순위 3위를 기록했다.

## 참고 자료
- 바이낸스 거래소
- 코인데스크코리아
- 바이낸스 한국

보관됨 2021-05-16 - 웨이백 머신
- 바이낸스